# Скобелев, Михаил Дмитриевич
Михаи́л Дми́триевич Ско́белев (17 [29] сентября 1843 — 25 июня [7 июля] 1882) — русский военачальник, генерал от инфантерии (1881), генерал-адъютант (1878).
Участник Среднеазиатских завоеваний Российской империи и Русско-турецкой войны 1877—1878 годов, освободитель Болгарии. В историю вошёл с прозванием «Белый генерал» (тур. Ak-paşa, Ак-Паша) — так его называли в войсках за появление в сражениях в белом мундире и на белом коне. Болгарский народ считает его национальным героем.

## Биография
Сын поручика (впоследствии генерал-лейтенанта) Дмитрия Ивановича Скобелева и его жены Ольги Николаевны, — дочери отставного поручика Полтавцева. Крещен 14 октября 1843 года в Петропавловском соборе при восприемстве деда Скобелева и тетки графини Е. Н. Адлерберг.

### Детство и отрочество
До шести лет воспитывался дедом и другом семьи, ключарём Петропавловского собора Григорием Добротворским. Затем — гувернером-немцем, с которым у мальчика отношения не сложились. Потом он был отправлен в Париж, в пансионат к французу Дезидерию Жирарде. Со временем, Жирарде стал близким другом Скобелева и последовал за ним в Россию, где был на правах домашнего учителя семьи Скобелевых.
Михаил Скобелев продолжил образование в России. В 1858—1860 годах готовился к поступлению в Санкт-Петербургский университет под общим наблюдением академика А. В Никитенко, затем в течение года его занятиями руководил Л. Н. Модзалевский. В 1861 году успешно сдал экзамены и был принят своекоштным студентом по математическому разряду, но проучился совсем недолго, поскольку университет был временно закрыт из-за студенческих беспорядков.

### Военное образование
22 ноября 1861 года Михаил Скобелев поступил на военную службу в Кавалергардский полк. После сдачи экзамена 8 сентября 1862 года произведён в портупей-юнкеры, а 31 марта 1863 года в корнеты.
В феврале 1864 года сопровождал в качестве ординарца генерал-адъютанта графа Баранова, командированного в Варшаву для обнародования Манифеста об освобождении крестьян и о наделении их землёй. Скобелев попросил о переводе в лейб-гвардейский Гродненский гусарский полк, который проводил военные действия против польских мятежников, и 19 марта 1864 года он был переведён. Ещё до перевода Михаил Скобелев провёл отпуск в качестве добровольца в одном из полков, преследовавших отряд Шпака.
С 31 марта Скобелев в отряде подполковника Занкисова участвовал в разгроме восставших. За уничтожение отряда Шемиота в Радковицком лесу Скобелев был награждён орденом Святой Анны 4-й степени «за храбрость». В 1864 году он отправился в отпуск за границу, посмотреть театр военных действий датчан против немцев. 30 августа 1864 года произведён в поручики.
Осенью 1866 года поступил в Николаевскую академию Генерального штаба. По окончании курса академии в 1868 году Скобелев стал 13-м из 26 офицеров, причисленных к Генеральному штабу. У Скобелева были неблестящие успехи по военной статистике и съёмке и особенно по геодезии, но это исправлялось тем, что по предметам военного искусства Скобелев был вторым, а по военной истории первым во всём выпуске, а также был в числе первых по иностранным и русскому языку, по политической истории и по многим другим предметам.

### Первые дела в Азии
Ввиду ходатайства командующего войсками Туркестанского военного округа генерал-адъютанта фон Кауфмана I-го, Михаил Дмитриевич Скобелев, произведён в штабс-ротмистры и в ноябре 1868 года был назначен в Туркестанский округ. На место службы в Ташкент Скобелев прибыл в начале 1869 года и сначала состоял в штабе округа. Михаил Скобелев изучал местные способы ведения боя, также производил разведки и участвовал в мелких делах на бухарской границе, причём выказал личную храбрость.
В конце 1870 года Михаил был командирован в распоряжение главнокомандующего Кавказской армией, а в марте 1871 года Скобелев был отправлен в Красноводский отряд, в котором командовал кавалерией. Скобелев получил важное задание: с отрядом он должен был произвести разведку путей на Хиву. Он произвёл разведку пути к колодцу Сарыкамыш, причём прошёл по сложной дороге при недостатке воды и палящей жаре от Муллакари до Узункую 437 км (410 вёрст) в 9 дней и обратно, до Кум-Себшена, 134 км (126 вёрст) в 16,5 часов, со средней скоростью 48 км (45 вёрст) в день; при нём находилось только три казака и три туркмена.
Скобелев представил подробное описание маршрута и отходящих от колодцев дорог. Однако Скобелев самовольно просмотрел план предстоящей операции против Хивы, за что был отправлен в 11-месячный отпуск летом 1871 года и отчислен в полк. Однако в апреле 1872 года он был снова причислен к главному штабу «для письменных занятий». Участвовал в подготовке полевой поездки офицеров штаба и Петербургского военного округа в Ковенскую и Курляндскую губернии, а затем сам принял в ней участие. После чего 5 июня был переведён в Генеральный штаб капитаном с назначением старшим адъютантом штаба 22-й пехотной дивизии, в Новгород, а уже 30 августа 1872 года был произведён в подполковники с назначением штаб-офицером для поручений при штабе Московского военного округа. В Москве он пробыл недолго и вскоре был прикомандирован к 74-му пехотному Ставропольскому полку для командования батальоном. Требования службы там он выполнял исправно. С подчинёнными и начальством Скобелев установил хорошие отношения.

### Хивинский поход
Весной 1873 года Скобелев принимает участие в хивинском походе в качестве офицера генерального штаба при Мангишлакском отряде полковника Ломакина. Хива была целью для русских отрядов, выдвигавшихся с разных точек: Туркестанского, Красноводского, Мангишлакского и Оренбургского отрядов. Путь Мангишлакского отряда хоть и не был самым длинным, но всё же был сопряжён с трудностями, которые увеличивались вследствие нехватки верблюдов (всего 1500 верблюдов на 2140 человек) и воды (до полведра на человека). В эшелоне Скобелева пришлось навьючить всех строевых лошадей, так как верблюды не могли поднять всё, что предполагалось на них везти. Вышли 16 апреля, Скобелев, как и другие офицеры, шёл пешком.
При прохождении отрезка от озера Кауды до колодца Сенек (70 вёрст), на половине пути кончилась вода. 18 апреля достигли колодца. Скобелев показал себя в трудной ситуации умелым командиром и организатором и при выступлении 20 апреля из Биш-акты уже командовал передовым эшелоном (2, позже 3 роты, 25-30 казаков, 2 орудия и команда сапёров). Скобелев поддерживал в своём эшелоне идеальный порядок и в то же время заботился о нуждах солдат. Войска прошли 200 вёрст (210 км) от Биш-акты до Ильтедже довольно легко и прибыли в Ильтедже к 30 апреля.
Скобелев всё время проводил разведки с целью обезопасить проход войска и осмотра колодцев, продвигаясь с конным отрядом перед войском с целью защиты колодцев. Так 5 мая возле колодца Итыбая, Скобелев с отрядом из 10 всадников встретил караван перешедших на сторону Хивы казахов. Скобелев несмотря на численный перевес противника бросился в бой, в котором получил 7 ран пиками и шашками и до 20 мая не мог сидеть на коне.
По выбытии Скобелева из строя Мангишлакский и Оренбургский отряды соединились в Кунграде и, под руководством генерал-майора Н. А. Верёвкина, продолжали движение к Хиве (250 вёрст) по весьма пересечённой местности, перерезанной множеством каналов, заросшей камышами и кустами, покрытой пашнями, заборами и садами. Хивинцы, численностью 6000 человек, пытались остановить русский отряд у Ходжейли, Мангыта и других населённых пунктов, но безуспешно.
Скобелев возвратился в строй и 21 мая с двумя сотнями и ракетной командой, двинулся к горе Кобетау и вдоль арыка Карауз для разорения и уничтожения туркменских аулов, дабы наказать туркменов за враждебные действия против русских; поручение это он исполнил в точности.
22 мая, с тремя ротами и двумя орудиями, он прикрывал колёсный обоз, причём отбил целый ряд атак неприятеля, а с 24 мая, когда русские войска стояли у Чинакчика (8 вёрст от Хивы), хивинцы атаковали верблюжий обоз. Скобелев быстро сообразил в чём дело и двинулся с двумя сотнями скрыто, садами, в тыл хивинцам, наткнулся на большой отряд в 1000 человек, опрокинул их на подошедшую конницу, атаковал затем хивинскую пехоту, обратил её в бегство и возвратил отбитых неприятелем 400 верблюдов.
28 мая главные силы генерала Н. А. Верёвкина произвели рекогносцировку городской стены и овладели неприятельским завалом и трёхорудийной батареей, причём, ввиду раны Н. А. Верёвкина, командование операции перешло к полковнику Саранчову. Вечером явилась из Хивы депутация для переговоров о капитуляции. Её направили к генералу К. П. Кауфману.
29 мая генерал К. П. Кауфман вступил в Хиву с южной стороны. Однако из-за господствовавшего в городе безвластия, северная часть города не знала о капитуляции и не открыла ворота, что вызвало штурм северной части стены. Михаил Скобелев с двумя ротами штурмовал Шахабатские ворота, первым пробрался внутрь крепости и хотя был атакован неприятелем, но удержал за собой ворота и вал. Штурм был прекращён по приказу генерала К. П. Кауфмана, который в это время мирно вступал в город с противоположной стороны.
Хива покорилась. Цель похода была достигнута, несмотря на то, что один из отрядов, Красноводский, до Хивы так и не дошёл. Для выяснения причины случившегося Скобелев вызвался выполнить разведку непройденного полковником Маркозовым участка пути Змукшир — Ортакую (340 вёрст). Задача была сопряжена с большим риском. Скобелев взял с собой пять всадников (в том числе 3 туркмена) и выступил из Змукшира 4 августа. В колодце Даудурь воды не оказалось. Когда до Ортакую оставалось ещё 15-25 миль, Скобелев, утром 7 августа, возле колодца Нефесь-кули наткнулся на туркмен и с трудом спасся. Пробиться не было возможности, а потому Михаил Скобелев 11 августа вернулся к исходному пункту, пройдя более 600 вёрст (640 км) за 7 дней, а затем представил генералу Кауфману надлежащее донесение. Стало ясно, что для переправки Красноводского отряда к Змукширу, при безводном переходе в 156 вёрст, нужно было принять своевременные меры. За эту разведку Скобелев был награждён орденом святого Георгия 4-й степени (30 августа 1873 года).
Зимой 1873—1874 годов Скобелев был в отпуске и провёл его большей частью в южной Франции. Но там он узнал о междоусобной войне в Испании, пробрался в расположение карлистов и был очевидцем нескольких сражений.
22 февраля Скобелев был произведён в полковники, 17 апреля назначен флигель-адъютантом с зачислением в свиту Его Императорского Величества.
17 сентября 1874 года Скобелев был командирован в Пермскую губернию для участия во введении в действие приказа о воинской повинности.

### Завершение борьбы с Кокандским ханством
В апреле 1875 года Скобелев вернулся в Ташкент и был назначен начальником военной части русского посольства, отправляемого в Кашгар. Он должен был оценить во всех отношениях военное значение Кашгара. Посольство это направилось в Кашгар через Коканд, правитель которого Худояр-хан находился под русским влиянием. Однако последний своей жестокостью и корыстолюбием вызвал против себя восстание и был низложен в июле 1875 года, после чего бежал в русские пределы, в город Ходжент. За ним двинулось и русское посольство, прикрываемое Скобелевым с 22 казаками. Благодаря его твёрдости и осторожности, эта команда, не пуская в ход оружия, без потерь довела хана до Ходжента.
В Коканде вскоре восторжествовали повстанцы, руководимые талантливым вождём кипчаков Абдуррахманом-автобачи; на ханский престол был возведён сын Худояра Наср-еддин; был провозглашён «газават»; в начале августа кокандские войска вторглись в русские пределы, осадили Ходжент и взволновали местное население. Скобелев был послан с двумя сотнями для очищения окрестностей Ташкента от неприятельских шаек. 18 августа к Ходженту подошли главные силы генерала Кауфмана (16 рот 8 сотен при 20 орудиях); Скобелев был назначен начальником конницы.
Между тем кокандцы сосредоточили у Махрама до 50 000 человек при 40 орудиях. При движении генерала Кауфмана к Махраму, между Сыр-Дарьей и отрогами Алайского хребта, неприятельские конные массы угрожали атакой, но после выстрелов русских батарей рассыпались и исчезали в ближайших ущельях. 22 августа войска генерала Кауфмана взяли Махрам. Скобелев с конницей стремительно атаковал многочисленные неприятельские скопища пеших и конных, обратил в бегство и преследовал более чем на 10 вёрст, своевременно пользуясь поддержкой ракетной батареи, сам при этом был легко ранен в ногу. В этом сражении Михаил Дмитриевич показал себя блестящим кавалерийским начальником и русские войска одержали убедительную победу.
Заняв 29 августа Коканд русские войска двинулись к Маргелану; Абдуррахман бежал. Для преследования его был отряжён Скобелев с шестью сотнями, ракетною батареей и 2 ротами, посаженными на арбы. Скобелев следовал за Абдуррахманом неотступно и уничтожил его отряд, сам Абдуррахман однако бежал.
Между тем, был заключён с Насреддином договор, по которому Россия приобрела территорию к северу от Сыр-Дарьи, образовавшую Наманганский отдел.
Однако кипчакское и киргизское население ханства не хотело признать себя побеждённым и готовилось к возобновлению борьбы. Абдуррахман низложил Насреддина и возвёл на ханский престол «Пулат-хана» (Болот хан), бывшего сыном кыргызского муллы по имени Асан, его звали Исхак Асан уулу, один из лидеров борьбы за независимость Кокандского государства. Центром движения был Андижан.
Генерал-майор Троцкий, с 5½ ротами, 3½ сотнями, 6 орудиями и 4 ракетными станками, двинулся из Намангана и взял Андижан штурмом 1 октября, причём Скобелев провёл блестящую атаку. Возвращаясь в Наманган отряд также встретил неприятеля. При этом Скобелев в ночь на 5 октября, с 2 сотнями и батальоном произвёл стремительное нападение на лагерь кипчаков.
18 октября за боевые отличия Скобелев был произведён в генерал-майоры. В этом же месяце он был оставлен в Наманганском отделе в качестве начальника с 3 батальонами, 5½ сотнями и 12 орудиями. Ему было приказано «действовать стратегически оборонительно», то есть не выходя за пределы владений Российской империи. Но обстоятельства вынудили его действовать иначе. Подрывные элементы постоянно проникали в район; в Наманганском отделе завязалась почти непрерывная малая война: вспыхнули восстания в Тюря-кургане, затем в Намангане. Скобелев постоянно пресекал попытки кокандцев перейти границу. Так он разбил 23 октября отряд Батыр-тюря у Тюря-кургана, затем поспешил на подмогу к гарнизону Намангана, а 12 ноября разбил у Балыкчей до 20 000 неприятелей. 31 октября Свиты Е. И. В. генерал-майор Скобелев был награждён золотой саблей с надписью «За храбрость».
При таких условиях наступательные предприятия кокандцев не могли быть прекращены. Чувствовалась необходимость положить этому конец. Генерал Кауфман находил силы Скобелева недостаточными для удержания хотя бы большей части ханства и предписал Скобелеву совершить зимою движение к Ике-су-арасы, части ханства по правому берегу Дарьи (до течения Нарына) и ограничиться погромом кочевавших там кипчаков и кыргызов.
Скобелев выступил из Намангана 25 декабря с 2800 человек при 12 орудиях и ракетной батарей и обозом из 528 арб. Отряд Скобелева вступил в Ике-су-арасы 26 декабря и в 8 дней прошёл по этой части ханства по разным направлениям, обозначая свой путь уничтожением кишлаков. Кипчаки уклонялись от боя. Достойного сопротивления в Ике-су-арасы не оказалось. Сопротивление мог оказать только Андижан, где Абдуррахман собрал до 37 000 человек.  1 января 1876 года Скобелев перешёл на левый берег Кара-Дарьи и двинулся к Андижану, 4-го и 6-го произвёл основательные рекогносцировки окраин города и 8-го овладел Андижаном после штурма. 10-го сопротивление андижанцев прекратилось; Абдуррахман сбежал к Ассаке, а Пулат-хан в Маргелан. 18-го Скобелев двинулся к Ассаке и разбил на голову Абдуррахмана, который скитался ещё несколько дней и, наконец, сдался 26 января.
19 февраля Кокандское ханство было полностью завоёвано Российской империей и была образована Ферганская область, а 2 марта Скобелев был назначен военным губернатором этой области и командующим войсками. Кроме того, 32-летний генерал-майор Скобелев за этот поход был награждён орденом святого Владимира 3-й степени с мечами и орденом святого Георгия 3-й степени, а также золотой шпагой с бриллиантами с надписью «За храбрость».
Некоторые киргизские повстанцы вынуждены были перебраться в соседний Афганистан. Среди них был и Абдылдабек, сын Курманджан Датки, известной по прозвищу «Алайская царица».

### Военный губернатор Ферганской области
Став главой Ферганской области, Скобелев нашёл общий язык с покорёнными племенами. Сарты хорошо отнеслись к приходу русских, но всё же оружие у них было отобрано. Воинственные кипчаки, раз покорённые, держали слово и не восставали. Скобелев обращался с ними «твёрдо, но с сердцем». Наконец киргизы, населявшие хребты Алая и долину реки Кизыл-су, продолжали упорствовать. Скобелеву пришлось пройти в дикие горы с оружием в руках и применять его также и против мирного населения, действуя методами, которые всегда применялись в войнах на Востоке. Помимо карательной операции против киргизов, экспедиция в горы имела также и научные цели. Скобелев с отрядом прошёл до границ Каратегина, где оставил гарнизон, и почти всюду к нему являлись старшины с изъявлением покорности.
В качестве начальника области Скобелев особенно боролся против казнокрадства, что создало ему множество врагов. В Санкт-Петербург посыпались доносы на него с тяжкими обвинениями. 17 марта 1877 года Скобелев был отстранён от должности военного губернатора Ферганской области. Российское общество тогда относилось недоверчиво и даже недружелюбно к тем, кто выдвинулся в боях и походах против «халатников». Кроме того, многие всё ещё воспринимали его тем неоперившимся гусарским ротмистром, каким он был в юности. В Европе ему пришлось делами доказывать, что успехи в Азии дались ему не случайно.
Инициатор создания современного города Фергана, который основан в 1876 году. Проект устройства нового города, названного Новый Маргилан. С 1907 года переименован в Скобелев, а с 1924 года именуется Ферганой. В декабре 1907 года в двадцатипятилетнюю годовщину смерти М. Д. Скобелева город переименовывают в его честь. Установлена мраморная триумфальная колонна, увенчанная бронзовым бюстом М. Д. Скобелева работы скульптора А. Л. Обера. Имя первого губернатора Ферганской области город носил до 1924 года.
Непосредственно по инициативе М. Д. Скобелева в первоначальный проект создания нового города включены офицерское собрание, областное управление, штаб войск, полицейское управление, казначейство, почта, резиденция губернатора, городской сад и другие объекты, которые до сих пор украшают город.

### Русско-турецкая война
Между тем на Балканском полуострове с 1875 года шла освободительная война славян против турок. В 1877 году генерал Скобелев (2-й) отправился в действующую армию, чтобы принять личное участие в Русско-турецкой войне. Первое время Скобелев лишь состоял при главной квартире и участвовал в мелких операциях на добровольных началах. Затем его назначили лишь начальником штаба сводной казачьей дивизии, которой командовал его отец — Дмитрий Иванович Скобелев (1-й).
14—15 июня Скобелев участвовал в переправе отряда генерала Драгомирова через Дунай у Зимницы. Приняв начальство над 4 ротами 4-й стрелковой бригады, он ударил во фланг туркам, чем вынудил их к отступлению. Об этом в реляции начальника отряда сказано: «Не могу не засвидетельствовать о великой помощи, оказанной мне Свиты Е. В. генерал-майором Скобелевым… и о том благотворном влиянии, которое он оказал на молодёжь своим блистательным, неизменно-ясным спокойствием». За эту переправу он был награждён орденом святого Станислава 1-й степени с мечами.
После переправы Скобелев участвовал: 25 июня в разведке и занятии города Белы; 3 июля в отражении нападения турок на Сельви, и 7 июля, с войсками Габровского отряда, в занятии Шипкинского перевала. 16 июля, с тремя казачьими полками и батареею, он провёл разведку Ловчи; выяснил, что она занята 6 таборами с 6 орудиями, и посчитал необходимым взять Ловчу ранее второго штурма Плевны, но уже было решено иначе.
Бой под Плевной был проигран. Разрозненные атаки колонн генералов Вельяминова и князя Шаховского, общим начальником которых считался генерал барон Криденер, окончились отступлением. Скобелев с войсками охранял левый фланг русских войск и показал, на что способна кавалерия в умелых руках и держался против превосходящих сил противника столько, сколько это было нужно для прикрытия отступления основных войск.
После плевненских неудач 22 августа 1877 года была одержана блестящая победа: при взятии Ловчи Скобелев опять показал свои таланты в командовании доверенных ему сил, за что 1 сентября Скобелев был произведён в генерал-лейтенанты.
В конце августа было решено произвести третий штурм Плевненского укрепления, для чего было выделено 107 батальонов (в том числе 42 румынских) и 90 эскадронов и сотен (в том числе 36 румынских) или 82 000 штыков и 11 000 сабель при 444 орудиях (в том числе 188 румынских). Генерал Золотов определял силы турок в 80 000 человек при 120 орудиях. Артподготовка началась с 26 августа и закончилась 30 августа с началом штурма. Войска правого фланга, румынская пехота и 6 русских батальонов, штурмовали Гравицкий редут № 1 на наименее важном левом фланге турок. Войска правого фланга потеряли 3500 человек и решено было прекратить наступление в этом районе несмотря на то, что оставалось ещё 24 свежих румынских батальона. Центр русских войск произвёл 6 атак, и эти атаки были отбиты с потерями в 4500 человек. После чего с началом сумерек решено было прекратить бой. Левый фланг под командованием Скобелева с поддержкой князя Имеретинского с 16 батальонами овладел двумя редутами противника, при этом батальоны сильно расстроились. Развивать успех было нечем. Оставалось укрепиться и удерживать редуты до прибытия подкрепления. Но подкрепления послано не было, кроме одного полка, посланного по инициативе одного частного начальника, но и тот прибыл поздно. Скобелев, располагая 1⁄5 всех русских и румынских сил, притянул на себя более 2⁄3 всех сил Османа-паши. 31 августа Осман-паша, видя, что основные силы русских и румын бездействуют, атаковал Скобелева с обоих флангов и подверг расстрелу. Скобелев потерял 6000 человек и отбил 4 атаки турок, затем в полном порядке отступил.
Третий штурм Плевны окончился неудачей для союзных войск. Причины коренились в неправильной организации управления войсками.
Во время осады Плевны Скобелев стоял во главе Плевно-Ловчинского отряда, контролировавшего IV участок осадного кольца. Он был против осады, о чём спорил с Тотлебеном, так как она сильно затормозила продвижение войск.
В это время Скобелеву было поручено командование 16-й пехотной дивизией, потерявшей до половины личного состава. Часть солдат дивизии была вооружена отбитыми у турок ружьями, которые превосходили по точности винтовки системы Крнка, стоявшие на вооружении русской пехоты.
28 ноября Осман-паша сделал попытку прорваться из окружения. Последовавшее за этим сражение окончилось сдачей армии Османа. Скобелев принимал самое активное участие в этом сражении с 3-м гвардейским и 16-й пехотой дивизией.
После падения Плевны главнокомандующий решил перейти через Балканы и двинуться к Константинополю. Скобелев был направлен под командование генералу Радецкому, который с 45 000 стоял против Весселя-паши с 35 000. Генерал Радецкий оставил на Шипкинской позиции против фронта турок 15½ батальонов, и направил:
- правую колонну Скобелева (15 батальонов, 7 дружин, 17 эскадронов и сотен и 14 орудий)
- левую колонну князя Святополк-Мирского (25 батальонов, 1 дружина, 4 сотни и 24 орудия)

в обход главных сил Весселя-паши, находившихся в укреплённых лагерях близ деревень Шипки и Шейнова.
28 декабря все три части отряда генерала Радецкого с разных сторон атаковали неприятеля, и вынудили армию Весселя-паши к капитуляции (30 000 человек при 103 орудиях); сдачу Весселя-паши принял лично Скобелев.
После перехода через Балканы Скобелев был назначен начальником авангарда армии (32 батальона и 25 эскадронов сотен с артиллерией и 1 батальоном сапёров) и двинулся через Адрианополь к окрестностям Константинополя. По прекращению военных действий, 1 мая, он был назначен начальником «левого отряда» армии, а затем находился в составе армии при её расположении в Турции и при постепенном очищении территории самой Турции и вновь созданной Россией Болгарии.
Скобелев явился на балканский театр военных действий очень молодым и полуопальным генералом. Скобелев показал выдающиеся образцы военного искусства и заботу о подчинённых, а также проявил себя хорошим военным администратором.
Скобелев после войны стал очень знаменит. 7 января 1878 года он был пожалован золотой шпагой с бриллиантами, с надписью «За переход через Балканы», но отношение к нему начальства оставалось неблагоприятным. В письме одному родственнику 7 августа 1878 года он писал: «Чем более проходит времени, тем более растёт во мне сознание моей невиновности перед Государем, а потому чувство глубокой скорби не может меня покинуть … только обязанности верноподданного и солдата могли заставить меня временно примириться с невыносимой тяжестью моего положения с марта 1877 года.
Я имел несчастье потерять доверие, мне это было высказано и это отнимает у меня всякую силу с пользой для дела продолжать службу. Не откажи поэтому… своим советом и содействием для отчисления меня от должности, с зачислением… по запасным войскам». Но постепенно горизонт перед ним проясняется, и обвинения с него были сняты. 30 августа 1878 года Скобелев был назначен генерал-адъютантом к императору России, что говорит о возвращении к нему доверия.
После войны Михаил Дмитриевич занялся подготовкой и обучением вверенных ему войск в суворовском духе.
4 февраля 1879 года он был утверждён в должности командира корпуса и выполнял различные поручения в России и за границей. Скобелев уделил внимание оценке некоторых сторон военной системы Германии, которую он считал самым опасным противником Российской империи, сильно сближается со славянофилами.

### Покорение Туркмении
В январе 1880 года Скобелев назначается командующим военной экспедиции против текинцев. Скобелев составил план, который был утверждён и считается образцовым. Целью его было нанести решительный удар туркменам-текинцам, населявшим Ахал-текинский оазис. Со своей стороны узнав о походе текинцы решили переселиться в крепость Денгиль-Тепе (Геок-Тепе) и ограничиться отчаянной защитой только этого пункта.
В крепости было 45 тысяч человек, из них защитников 20—25 тысяч; они имели 5 тысяч ружей, множество пистолетов, 1 орудие и 2 зембурека. Текинцы производили вылазки, преимущественно ночью, и наносили немалый урон, захватив даже однажды знамя и два орудия.
Скобелев сам сделал вылазку, прошёл весь путь, проверил все колодцы, дороги и после этого вернулся к своим войскам. Затем начался штурм.
Штурм крепости был произведён 12 января 1881 года. В 11 часов 20 минут дня был произведён взрыв мины. Восточная стена упала и образовала удободоступный обвал. Пыль ещё не улеглась, когда колонна Куропаткина поднялась в атаку. Подполковнику Гайдарову удалось овладеть западной стеной. Войска теснили неприятеля, который, однако, оказывал отчаянное сопротивление. После долгого боя текинцы бросились в бегство через северные проходы, за исключением части, которая осталась в крепости и, сражаясь, погибла. Скобелев преследовал отступающего врага на протяжении 15 вёрст. Русские потери за всю осаду со штурмом составили 1104 человека, а во время штурма было потеряно 398 человек (в том числе 34 офицера). Внутри крепости были взяты: до 5 тысяч женщин и детей, 500 персов-рабов и добыча, оценённая в 6 млн рублей.
Вскоре после взятия Геок-Тепе были высланы Скобелевым отряды под начальством полковника Куропаткина; один из них занял Асхабад, а другой прошёл более чем на 100 вёрст на север, обезоруживая население, возвращая его в оазисы и распространяя воззвание с целью скорейшего умиротворения края. И вскоре в Закаспийских владениях Российской империи установилось мирное положение.
Ахал-текинская экспедиция 1880—1881 годов представляет первоклассный образец военного искусства. Центр тяжести операции находился в сфере военно-административных вопросов. Скобелев показал, на что способны русские войска. В итоге в 1885 году в состав Российской империи добровольно вошли Мервский и Пендинский оазисы Туркмении с городом Мервом и крепостью Кушка. 14 января Скобелев был произведён в генералы от инфантерии, а 19 января награждён орденом Св. Георгия 2-й степени. 27 апреля он выехал из Красноводска в Минск. Там он продолжил заниматься подготовкой войск.

### Личная жизнь, брак
После смерти отца от сердечного приступа в 1879 году и трагической гибели матери в 1880 году во владение М. Д. Скобелева перешло имение Заборово в селе Спасское Рязанской губернии, где он построил школу для крестьянских детей и, в 1881 году — Спасо-Преображенскую церковь. Скобелев не был счастлив в личной жизни: женившись (в 1874 году) на фрейлине императрицы, внучке графа Н. Д. Гурьева, княжне Марии Николаевне Гагариной (1850—17.04.1906), он вскоре бежал от неё, и в 1876 году их брак был расторгнут. Мария Николаевна в основном жила за границей, умерла от паралича сердца в Баден-Бадене.
Скобелев знал восемь языков, особенно хорошо говорил на французском.

### Смерть
Получив месячный отпуск 22 июня (4 июля) 1882 года, М. Д. Скобелев выехал из Минска, где стоял штаб 4-го корпуса, в Москву. Его сопровождали несколько штабных офицеров и командир одного из полков барон Розен. По обыкновению, Михаил Дмитриевич остановился в гостинице «Дюссо», намереваясь 25 июня (7 июля) выехать в Спасское, чтобы пробыть там «до больших манёвров». По приезде в Москву Скобелев встретился с князем Д. Д. Оболенским, по словам которого, генерал был не в духе, не отвечал на вопросы, а если и отвечал, то отрывисто.
По всему было видно, что он чем-то встревожен. 24 июня Скобелев пришёл к И. С. Аксакову, принёс связку каких-то документов и попросил сохранить их, сказав: «Боюсь, что у меня их украдут. С некоторых пор я стал подозрительным».
На другой день состоялся обед, устроенный бароном Розеном в честь получения очередной награды. После обеда вечером М. Д. Скобелев отправился в гостиницу «Англия», которая находилась на углу Столешникова переулка и Петровки. Здесь жили девицы лёгкого поведения, в том числе и Шарлотта Альтенроз (известная также под именами Элеонора, Ванда и Роза) — кокотка неизвестной национальности, приехавшая в Россию, по недостоверным данным, из Австро-Венгрии и говорившая по-немецки, занимавшая в нижнем этаже роскошный номер и известная всей богемной Москве.
Поздно ночью Шарлотта прибежала к дворнику и сказала, что у неё в номере скоропостижно умер офицер. В покойном сразу опознали Скобелева. Прибывшая полиция утихомирила жильцов, переправив тело Скобелева в гостиницу «Дюссо», в которой он остановился.
Вокруг трагедии в московской гостинице нарастал клубок легенд и слухов. Высказывались самые различные, даже взаимоисключающие предположения, но все они были едины в одном: смерть М. Д. Скобелева связана с таинственными обстоятельствами. Передавая широко муссируемый в России слух о самоубийстве, одна из европейских газет писала: «Генерал совершил этот акт отчаяния, чтобы избежать угрожавшего ему бесчестия вследствие разоблачений, удостоверяющих его в деятельности нигилистов».
Большинство же склонялось к версии, что Скобелев был убит, что «белый генерал» пал жертвой германской ненависти. Присутствие при его смерти «немки» придавало этим слухам, казалось, большую достоверность.
«Замечательно, — отмечал современник, — что и в интеллигентных кругах держалось такое же мнение. Здесь оно выражалось даже более определённо: назывались лица, которые могли участвовать в этом преступлении, направленном будто бы Бисмарком… Этим же сообщением Бисмарку приписывалась пропажа плана войны с немцами, разработанного Скобелевым и выкраденного тотчас после смерти М. Д. Скобелева из его имения».

Эту версию поддерживали и некоторые представители официальных кругов. Советник императора князь Н. Мещерский в 1887 г. писал Победоносцеву: «Со дня на день Германия могла наброситься на Францию, раздавить её. Но вдруг благодаря смелому шагу Скобелева сказалась впервые общность интересов Франции и России, неожиданно для всех и к ужасу Бисмарка. Ни Россия, ни Франция не были уже изолированы. Скобелев пал жертвою своих убеждений, и русские люди в этом не сомневаются. Пали ещё многие, но дело было сделано».
Ходили также слухи, что Скобелев замышлял арестовать царя и заставить его подписать конституцию, и по этой причине он якобы был отравлен полицейскими агентами. Широко муссировалась версия о причастности к отравлению М. Д. Скобелева «Священной дружины» и даже самого императора Александра III.
Поэт Яков Полонский написал на смерть Скобелева:
Зачем толпой стоит народ?

Чего в безмолвии он ждёт?

В чём горе, в чём недоуменье?

Не крепость пала, не сраженье

Проиграно, — пал Скобелев! не стало

Той силы, что была страшней

Врагу десятка крепостей…

Той силы, что богатырей

Нам сказочных напоминала.

…
Скобелев был похоронен в своём родовом имении, селе Спасском-Заборовском Ряжского уезда Рязанской губернии (в настоящее время — с. Заборово Александро-Невского района Рязанской области), рядом с родителями, где ещё при жизни, предчувствуя кончину, приготовил место. В настоящее время останки генерала и его родителей перенесены в восстановленный Спасский храм этого же села.

## Награды
- Орден Святой Анны 4-й степени (1863)[18]
- Орден Святой Анны 3-й степени (1870)[19]
- Орден Святого Георгия 4-й степени (1873)[К 1]
- Золотая сабля «За храбрость» (1875)
- Орден Святого Георгия 3-й степени (1875)
- Золотая шпага «За храбрость» с бриллиантами (1876)
- Орден Святого Владимира 3-й степени с мечами (1876)
- Орден Святого Станислава 1-й степени с мечами (1877)
- Золотая шпага «За храбрость» с бриллиантами за переход через Балканы (1878)
- Орден Святой Анны 1-й степени (1879)
- Орден Святого Георгия 2-й степени (1881)

Иностранные:
- Прусский Орден Красного орла 2-й степени с мечами (1874)
- Прусский Орден «Pour le Mérite» (1878)
- Сербский Орден Таковского креста, большой крест (1878)
- Сербская Золотая медаль «За храбрость» (1878)
- Черногорская медаль (1878)
- Румынская Медаль «За военные заслуги»[англ.] (1878)
- Румынский Крест «За переход через Дунай» (1878)
- Прусский Орден Красного орла 1-й степени с мечами (1879)

## Оценки личности Скобелева
В своих воспоминаниях В. И. Немирович-Данченко отмечает, что Скобелева терзали сомнения в необходимости побед ценой жизней тысяч людей. В частности, он приводит разговор Скобелева с генералом М. Л. Духониным:

Я дошёл до убеждения, что всё на свете ложь, ложь и ложь… Всё это ‒ и слава, и весь этот блеск ложь… А ведь чего, чего стоит эта ложь, эта слава? Сколько убитых, раненых, страдальцев, разорённых!.. Объясните мне: будем ли мы с вами отвечать Богу за массу людей, которых мы погубили в боях.
— В. И. Немирович-Данченко. «Скобелев»
Лично знавший Скобелева художник В. В. Верещагин вспоминал, что он «очень много занимался, много читал, ещё более писал» по долгу службы, «особенно высоко ценил военный талант Наполеона I, а из современных ‒ Мольтке». В отличие от отца Скобелев в средствах был тороват и вроде бы хотел завещать своё состояние на устройство богадельни. Он был суеверен и верил, что будет более невредим на белой лошади (будто бы какая-то цыганка предсказала ему, что ездить ему на белой лошади), и в то же время считал, что от судьбы не уйдёшь. На поле битвы среди пуль и гранат сохранял спокойствие и хладнокровие, был безоглядно храбр; в частной жизни напротив ‒ нервозен и капризен, робел перед высокопоставленными лицами. Умереть генерал хотел «на поле чести, на поле настоящей битвы». Он «был сторонником развития России и движения её вперёд, а не назад».

## Память о Скобелеве

### Памятники
До Октябрьской революции на территории Российской империи было установлено не менее шести памятников генералу М. Д. Скобелеву, но ни один из них не сохранился до нашего времени.
- Ораны (Виленская губерния). Памятник представлял собой колонну, увенчанную бронзовым орлом с венком в клюве. На передней стороне постамента была укреплена металлическая доска с надписью «Михаилу Дмитриевичу Скобелеву». Памятник был открыт 25 июня 1886 года и находился на территории лагеря 16-й артиллерийской бригады. После 1915 года памятник был демонтирован.
- Скобелев (ныне Фергана в Узбекистане). Бронзовый бюст[23] на высоком постаменте. Открыт 6 декабря 1907 года на территории городского парка. Памятник был демонтирован в 1918 году.
- Деревня Уланово Глуховского уезда Черниговской губернии. Бронзовый бюст на гранитном постаменте. Открыт 7 июня 1911 года перед солдатским инвалидным домом, открытым в тот же день. Вскоре после революции бюст был снят и выброшен в выгребную яму инвалидного дома. Постамент же сохранился до настоящего времени[24].
- Москва. Наиболее монументальный конный памятник генералу был заложен 5 июня 1911 года и открыт 24 июня 1912 года. Бронзовая фигура генерала и фигуры солдат были отлиты по модели скульптора П. А. Самонова. Памятник стоял на Тверской площади (переименованной в Скобелевскую), напротив дома генерал-губернатора[25]. В 1918 году был уничтожен большевиками, его место занял Монумент советской конституции. В 1954 году на Тверской площади был открыт конный памятник Юрию Долгорукому.
- Варшава. Бронзовый бюст на высоком постаменте. Открыт 12 июня 1912 года на плацу возле полковой церкви Лейб-гвардии Гродненского гусарского полка. В начале 1920-х годов памятник был демонтирован поляками.
- Белосток (Польша). Памятник представлял собой скалу высотой 6,5 метров, на вершине которой лежали поверженные вражеские знамёна — турецкое, французское и текинское, на которых сидел двуглавый орёл с распростёртыми крыльями. На передней стороне скалы помещался медальон с барельефными портретами А. В. Суворова и М. Д. Скобелева, а ниже, на доске надпись «Суворову и Скобелеву — 16-я пехотная дивизія съ ея артиллеріей». Памятник был открыт 30 августа 1913 года и находился на территории летнего лагеря дивизии. Около 1918 года памятник был демонтирован поляками.
- Рязань. Памятник был заложен в 1993 году и открыт в 1995 году, в честь празднования 900-летия города. Имя Скобелева связано с рязанской землёй. Здесь он навещал свои имения, главным образом село Спасское Рязанской губернии.
- 9 декабря 2014 года в Москве около здания Академии Генерального штаба был торжественно открыт новый памятник, созданный по инициативе Российского военно-исторического общества. Памятник состоит из четырёхметровой бронзовой конной статуи генерала Скобелева на гранитном постаменте. Автор памятника народный художник России Александр Рукавишников[26].
- Бюст в станице Скобелевская Гулькевичского района Краснодарского края.

- Памятник М. Д. Скобелеву в Москве (скульптор П. А. Самонов). Открытие. 1912 г.
- Обломки этого же памятника после Октябрьской революции
- Бюст генерала Скобелева в Рязани (1995). Скульптор Борис Горбунов
- Памятник Скобелеву в сквере у Академии Генерального штаба МО РФ в Москве
- Памятник Скобелеву (2015) в Сливене, Болгария
- Памятник Скобелеву в Казанлыке, Болгария
- Памятник генералу Скобелеву в Плевне, Болгария

### Имя Скобелева
- Сразу после смерти генерала М. Д. Скобелева в его честь был переименован парусно-винтовой корвет «Витязь».
- Во время Первой мировой войны имя полководца носил русский бронеавтомобиль «Скобелев» («Остин» 2-й сер), участвовавший в боях на Румынском фронте. В 1916 году был подбит и захвачен болгарской армией.
- В период Гражданской войны имя «Скобелев» носили бронепоезд и танк ВСЮР.

#### Улицы, населённые пункты и пр.
- Основанный в 1891 году в долине горной речки Секизяб Асхабадского уезда Закаспийской области русский посёлок носил имя Скобелевский.
- В Ростове-на-Дону современная улица Красноармейская в досоветский период называлась Скобелевской.
- В 1907—1924 годах город Фергана (Узбекистан) назывался Скобелев.
- В 1912—1918 годах Тверская площадь в Москве называлась Скобелевская площадь.
- Его именем названа улица в Москве и одноимённая станция метро на ней же, улицы в Харькове, Краснодаре, а также проспект в Санкт-Петербурге — Скобелевский проспект (1886).
- В 1882—1919 годах в Минске (Белоруссия) Скобелевской называлась улица Красноармейская.
- До революции в Челябинске Скобелевской называлась улица западная часть улицы Коммуны.
- До революции в Саратове Скобелевской улицей назывался Проспект Кирова.
- До революции в Кургане Скобелевской называлась улица Карла Маркса.
- До революции в Бобруйске (Белоруссия) Скобелевской называлась улица Карла Маркса.
- В 1886—1919 годах в Харькове Скобелевской называлась площадь Героев Небесной сотни.
- В 1915—1923 годах Скобелевской называлась улица Моисеенко в Санкт-Петербурге.
- В честь Скобелева ранее назывались площади в Красноводске, Асхабаде[27] и проспект в Коканде.
- Сёла Скобелевская (Краснодарский край) , Скобелевка (Пермский край), Скобелевка (Тамбовская область).
- В честь генерала названа бухта на северо-востоке Камчатки.
- В честь М. Д. Скобелева названа гавань Скобелева (Берингово море, Карагинский залив, бухта открыта и обследована в 1885 году Ф. К. Геком, им же было присвоено название бухте)[28].
- В честь М. Д. Скобелева назван мыс Скобелева (Берингово море, к северу от Анадырского залива, мыс обследован в 1881 году экипажем клипера «Стрелок», тогда же было присвоено название мысу)[28].

#### Память в Болгарии
- На начало XXI века именем М. Д. Скобелева в Болгарии названо 312 улиц, бульваров и площадей[29].
- В болгарском городе Плевен есть парк-музей имени генерала Скобелева, на территории которого располагается здание с панорамой «Плевенская эпопея». Памятник-бюст М. Д. Скобелеву в настоящее время также находится в Плевене, рядом с домом-музеем Царя-Освободителя Александра II[30].
- На бульваре имени М. Д. Скобелева в центре болгарской столицы — Софии на стене одного из домов установлена мемориальная плита с именем и образом генерала.
- Имя русского генерала носят пять болгарских сёл:
  - Скобелево (Ловечская область),
  - Скобелево (Хасковская область),
  - Скобелево (Пловдивская область),
  - Скобелево (Старозагорская область),
  - Скобелево (Сливенская область),

### Мемориал-музей
В 1962 году заброшенная могила полководца и его родителей в родовом имении Скобелевых селе Спасское Ряжского уезда, Рязанской губернии (ныне Заборово Александро-Невский район, Рязанская область) была обнесена оградой.
В год 160-летия Скобелева, 28 сентября 2003 года был открыт мемориальный комплекс. Комплекс включает в себя Спасскую церковь, бронзовый бюст М. Д. Скобелева на площади, названной его именем, музей, посвящённый семье Скобелевых и селу Заборово.

### Кино
- 1915 — «Белый генерал» (Россия) режиссёров Николая Спиридонова, Александра Иванов-Гая. Утрачен.
- 1954 — «Герои Шипки» (СССР, Болгария) режиссёра Сергея Васильева; в роли генерала — Евгений Самойлов.
- 2005 — «Турецкий гамбит» (Россия, Болгария) режиссёра Джаника Файзиева. Экранизация романа Акунина. В фильме генерал представлен под фамилией Соболев, его сыграл Александр Балуев.
- 2010-11 — сериал «Тайны института благородных девиц» (Россия); в роли генерала — Артур Иванов.
- 2014 — «Курманджан Датка» (Киргизия) режиссёра Садыка Шер-Нияза; роль генерала исполнил Александр Голубков.

#### Документальные фильмы
- 2005 — «Генерал Скобелев» режиссёра Алексея Денисова.
- 2008 — «Скобелев. Белый генерал» режиссёра Владимира Штерянова.
- 2010 — «Искатели. Тайна смерти „белого генерала“»

### Музыка
- Генералу Скобелеву посвящена одноимённая композиция Бориса Гребенщикова и группы «Аквариум»
- Генералу Скобелеву посвящена песня Сергея Сердюкова под названием «Белый генерал».

## Комментарии
1. ↑  Орденом Святого Георгия 4-й степени, ранее принадлежавшим М. Д. Скобелеву, в 1916 году был награждён полковник В. И. Волков, в 1918 году сыгравший одну из главных ролей в событиях, приведших к всероссийской власти адмирала А. В. Колчака[20].